# April Stevens
April Stevens, ursprungligen Caroline Vincinette LoTempio, född 29 april 1929 i Niagara Falls, New York, död 17 april 2023 i Phoenix, Arizona, var en amerikansk sångare. Stevens skivdebuterade vid 22 års ålder och fick sin första hit 1951 med låten "I'm in Love Again". Hennes inspelning av "Teach Me Tiger" från 1959 väckte uppståndelse och ansågs så utmanande att flera amerikanska radiostationer vägrade spela den. Den nådde därmed inte högre än plats 86 på försäljningslistan Billboard Hot 100.
Under 1960-talet fick hon stor framgång med de gamla standardlåtarna "Deep Purple" och "Whispering" som hon spelade in tillsammans med sin bror Nino Tempo. Den förstnämnda nådde förstaplatsen på Billboardlistan 1963, och den andra nådde plats 11 1964. Låtarna blev även topp 40-hits i Storbritannien.

### Webbkällor
- Nino Tempo & April Stevens på Allmusic
- Listplaceringar på Billboard Hot 100
- Listplaceringar på UK Singles Chart